# Огорн
Огорн (нім. Ohorn) — громада в Німеччині, розташована в землі Саксонія. Входить до складу району Бауцен. Складова частина об'єднання громад Пульсніц.
Площа — 12,07 км2. Населення становить 2445 ос. (станом на 31 грудня 2020).